# سولتس ایم واینوارتل
سولتس ایم واینوارتل (به آلمانی: Sulz im Weinviertel) یک منطقهٔ مسکونی در اتریش است که در ناحیه گنزرندورف واقع شده‌است. سولتس ایم واینوارتل ۱٬۱۸۸ نفر جمعیت دارد.